# Новокирочный переулок
Новоки́рочный переу́лок — улица в центре Москвы в Басманном районе между Большим Демидовским переулком и Бауманской.

## Происхождение названия
До 1922 года переулок назывался просто Кирочный, по находившейся вблизи него (на нынешней улице Радио, 17) кирхе, лютеранской церкви Святого Михаила, построенной в 1764 году и снесенной в 1928 году. Неподалёку, до пожара 1812 года существовала «новая» кирха Святых Петра и Павла, построенная в той же Немецкой слободе.
Оба переулка изначально именовались просто Кирочным, затем Новым Кирочным и Старым Кирочным, а современное название приобрели в 1922 году. Названия переулков вызывают путаницу по отношению к расположенным там когда-то церквям, так как Старокирочный соответствует «новой» церкви (Святых Петра и Павла), а Новокирочный — «старой» (Святого Михаила).
В 1918—1939 квартал бывшего комплекса церкви Святого Михаила, между улицей Радио, Большим Демидовским и Новокирочным переулками занимал Центральный аэрогидродинамический институт, а в настоящее время занимает его филиал МАГИ и другие организации.

## Описание
Новокирочный переулок начинается от Большого Демидовского, проходит на восток параллельно Бригадирскому и заканчивается на Бауманской улице напротив Технического переулка.

## Здания и сооружения

### По нечётной стороне
- № 5,  памятник архитектуры (федеральный)[1] — дом XVIII века. Одноэтажное каменное здание конца XVIII века с деревянным мезонином и сводчатым подвалом. Вероятно, подвал относится к рубежу XVII—XVIII веков. Дом находился рядом со старой лютеранской кирхой и мог принадлежать одному из иноземных обитателей Немецкой слободы. В 1839 году владение перешло к семье Чернышевых. В продолжение XIX — начала XX веков здание претерпело незначительные изменения, сзади был пристроен двухэтажный объём.[2] Ныне дом пребывает в запущенном состоянии и не используется. Было предпринято несколько попыток продать дом с торгов по схеме, альтернативной программе льготной аренды «Рубль за метр». По этой, лишь недавно предложенной московскими властями, схеме здание остается в залоге у продавца вплоть до окончания реставрации, вменяемой покупателю в обязанность. Полное оформление прав на участок происходит лишь по окончании работ по сохранению памятника.[2] В октябре 2015 года утверждено охранное обязательство[3].  Объект находился в хозяйственном ведении ГУП «РЭМ» Архивная копия от 1 декабря 2017 на Wayback Machine. В июне 2017 года Департаментом города Москвы по конкурентной политике памятник был выставлен на  аукцион с обременением в виде проведения ремонтно-реставрационных работ с последующим приспособлением под современное использование. На все виды ремонтных работ отводится пять лет[4]. В ноябре 2017 года, по информации Департамента по конкурентной политике города Москвы, по процедуре публичного предложения, новым владельцем усадьбы стало ООО "ЗАР ГАЛЕРЕЯ" (итоговая цена лота составила 18,6 млн рублей). После восстановления объекта здесь предполагается разместить офис[5].